# 劉道貞
劉道貞（？—1646年），字墨先，嘉定府邛州人，明朝、南明軍事人物。

## 生平
劉道貞是天啟元年（1621年）的舉人，得王應熊推薦任職職方主事。張獻忠攻陷卭州，他走到沈黎和曹勳合謀起兵，在雅州小關山打敗敵軍，斬首千多人；流寇還據卭州。他派兒子舉人劉暌度帶兵攻城，流寇搜城擒拿劉道貞妻子王氏，用刀脅持頸部，命令她供出兒子所在地，王氏大罵流寇，被支解，而劉道貞一家百多人也被殺；暌度亦戰死，妻子馮氏投水而死。劉道貞自己則在隆武二年（1646年）春天去世。

## 引用
1. 1 2  錢海岳《南明史·卷三十六·列傳第十二》：劉道貞，字墨先，卭州人。天啟元年舉於鄉。王應熊薦授職方主事。張獻忠破卭，道貞走沈黎，與曹勳合謀起兵，拒戰雅州小關山，大破寇，斬千餘級。寇不敢南，而還據卭。
2. ↑  錢海岳《南明史·卷三十六·列傳第十二》：道貞命子舉人暌度以兵來爭。寇搜城中，得道貞妻王，環刀械頸，令招其子，大罵不從，支解之，一家百口皆死，暌度亦戰歿，妻馮水死。道貞，隆武二年春卒。